# Praia dos Caneiros
Vista geral da Praia dos Caneiros
A Praia dos Caneiros é uma praia portuguesa que está situada na freguesia de Ferragudo, município de Lagoa, com a peculiar (mas não exclusiva) característica de ter em frente um grande rochedo isolado pela água a que se dá o nome de "Leixão das Gaivotas" por aí nidificarem grandes números da referida ave marítima.
Foi em tempos antigos conhecida como a Praia de João Belbut devido ao facto dos terrenos que rodeiam a falésia a Leste terem pertencido ao referido.

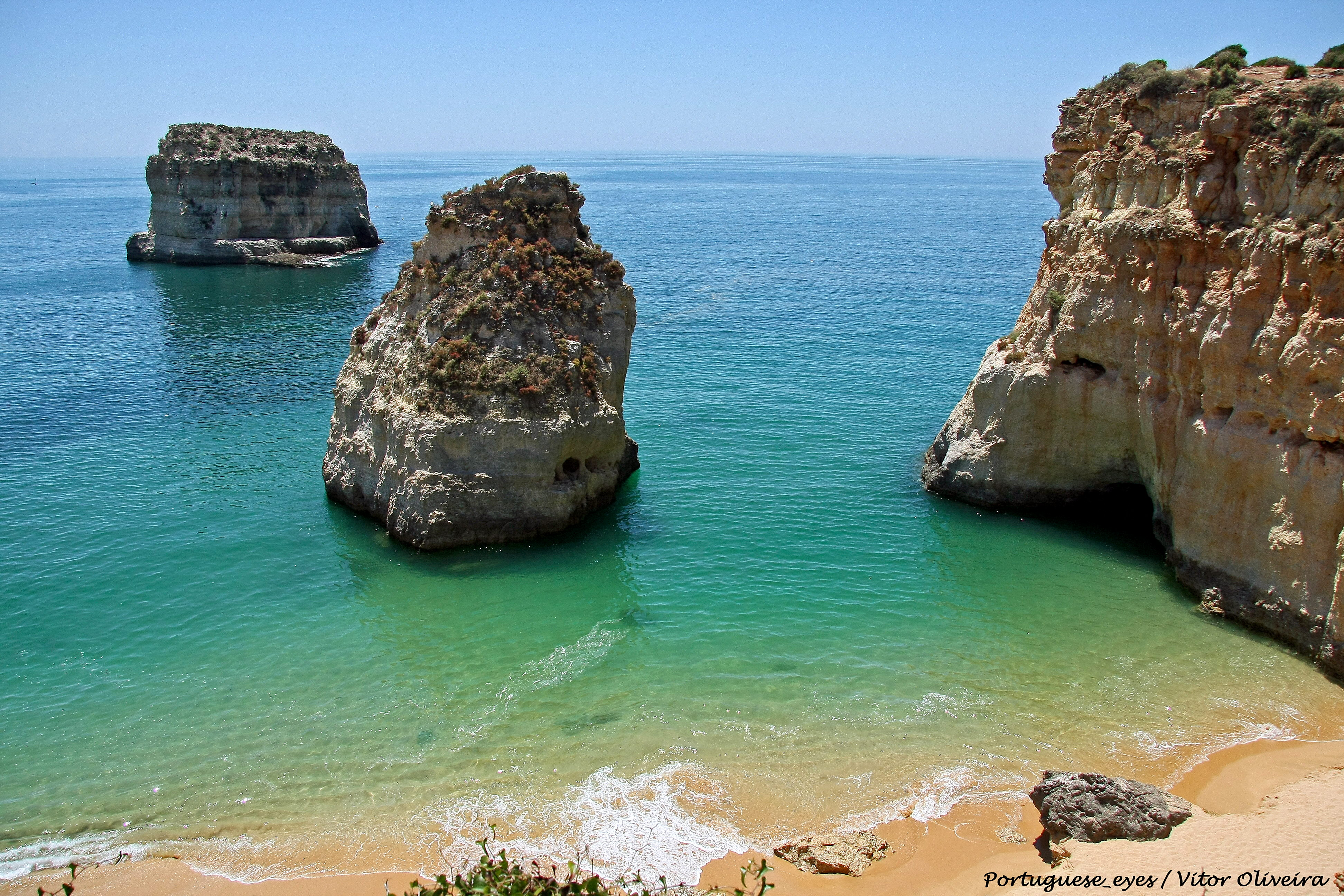
O Leixão das Gaivotas

É uma praia com Bandeira azul.